# Johann Michaelis
Johann Michaelis (n. 9 noiembrie 1813, Sibiu – d. 27 iunie 1877, Alțâna) a fost un pedagog și preot al Bisericii Evanghelice de Confesiune Augustană din Transilvania.

## Date biografice
Johann Michaelis a început studiile teologice în Sibiu, orașul său natal, și le-a continuat în Viena. În anul 1835, la întoarcerea în Transilvania, a înființat o școală superioară de fete, care avea internat și cantină, el preocupându-se și de pedagogie. Din 1838 a fost și profesor la Gimnaziul Evanghelic din Sibiu, iar în 1853 a devenit și directorul școlii de fete. Instituția s-a desființat în anul 1849, când cei de la conducerea ei s-au refugiat în România.
Între 1844–1849 Johann Michaelis a editat revista săptămânală Siebenbürgischer Volksfreund.
Johann Michaelis a avut între anii 1855-58 merite însemnate și în domeniul muzical. Din anul 1849 a fost activ ca pastor evanghelic în Sibiu, iar din aprile 1861 a fost pastor în Alțâna.

## Scrieri
- Kleine deutsche Sprachlehre, nach Becker und Wurst bearbeitet, für Voksschulen Hermannstadt, 1840.
- Anleitung zur Verfassung der im bürgerlichen Leben gewöhnlicher vorkommenden Aufsätze, mit besonderer Rücksicht auf das siebenbürgisch-sächische Privatrecht. Ein Handbuch für Schule und Haus., 1841.
- Der deutsche Kinderfreund. Ein Lesebuch für Volksschulen von F. P. Wilmsen. Neue zum Gebrauche für siebenbürgische Volksschulen eingerichtete Ausgabe 1847.
- Leitfaden zum Unterrichte in der Naturlehre für Anfänger., 1847.
- Leitfaden zum Unterrichte in der Naturgeschichte für Anfänger., 1847.
- Leitfaden zum Unterrichte in der Naturlehre für Anfänger., 1848..
- Soldatenlieder. Gesammelt und herausgegeben. , 1849.
- Konfirmandenbüchlein. Ein Leitfaden bei dem Unterrichte evangelisch-lutherischer Konfirmanden., 1851.
- Predigt am ersten Advent-Sonntage 1858. welcher in Hermannstadt zugleich als Reformationsfest gefeiert wird, in der evangelischen Pfarrkirche A. K. zu Hermannstadt gehalten. (Zum Besten des Unterstützungsfondes für Gewerbtreibende)., 1858.
- Oesterreichische Vaterlandskunde, mit besonderer Rücksicht auf das Kronland Siebenbürgen. Zum Gebrauche in den siebenbürgischen Volksschulen von einem praktischen Schulmanne. Zweite Auflage Mit einer Karte der österreichischen Monarchie., 1858.
- Festgebet zur Geburtsfeier Sr. kais. Hoheit des durchl Kronprinzen von Oesterreich Rudolph Franz Karl Joseph. Ohne Glauben gibt es keinen Frieden. Predigt., 1858.
- Von unsern Lieben in der andern Welt. Eine Gabe der Liebe für trauernde Herzen. , (1859.).
- Predigt, gehalten am Feste Mariä Verkündigung 1860 in der evangelischen Pfarrkirche in Hermannstadt. Thema: Der wahre Schmuck christlicher Jungfrauen, oder Ueber weibliche Erziehung. Der Gesammtertrag ist für die Abgebrannten in Bolkatsch bestimmt., 1860.
- Anleitung zur Benützung der neuen Handfiebel nach der Schreib-Lese-Methode. Zum Gebrauch in den siebenbürgischen Volksschulen. Zweite verbesserte und vermehrte Auflage., 1864.
- Rede zur Eröffnung der dritten Hauptvereins-Versammlung der Gustav Adolph-Stiftung für Siebenbürgen am 2. August 1865. Gehalten in der evangelischen Pfarrkirche A. K. zu Kronstadt … Der Ertrag ist dem Alzener Schulbaufonde gewidmet., 1865.
- Handbuch für Volksschulen. Erstes Heft. Die Sprachlehre., 1867. II. Heft. Naturlehre. 1869. III. Naturgeschichte. 1869. IV., V Geographie und Geschichte von Ungarn mit besonderer Rücksicht auf Siebenbürgen. 1874. IV. Erdbeschreibung von Ungarn. 2. Auf. Neu bearbeitet von E. Albert Bielz, 1880. V. Geschichte  1888.
- Die christliche Religion für Kinder auf Grund biblischer Erzählungen., 1869.
- Landwirtschaftslehre für Fortbildungsschulen., 1872.
- Erdbeschreibung und Geschichte von Ungarn, E. Albert Bielz (Hermannstadt, 1880);[3]
- Das kleinere Confirmandenbüchlein : das ist: kurzer Unterricht in der christl. Religion für die evangelische Jugend A. B. in den Volksschulen und für Confirmanden, Hermannstadt, 1870. - 103p.[4]